# 개시 천궁도
택일 점성술에서 개시 천궁도(開始 天宮圖, event chart)는 특정한 행사의 날짜와 시간 그리고 장소에 해당하는 천궁도이다. 이와 같은 차트는 그 사건을 둘러싼 영향력에 대한 통찰과 그 사건으로부터 기인하는 가능성 있는 발전에 대한 견지를 얻기 위해서 해석된다.
예를 들어, 점성가는 결혼과 같은 주요 사건에 대한 한 천궁도를 선택하고 그 사건을 사람의 출생에 비유해서 해석한다. 예를 들면, 누군가의 결혼 날짜에 대한 천궁도가 생성되었다면, 그 차트는 그 한쌍이 그들의 결혼 생활 동안에 예상할 수 있는 것은 무엇인가에 대한 암시를 제공한다. 만일, 국가적인 행사에 대한 천궁도가 생성되었다면, 점성가는 그 행사를 둘러싼 효력을 평가하기 위해서 그것을 해석할 수 있다. 그것은 정확한 출생 시간에 의해 작도되는 출생 천궁도와 구조 및 해석 방법이 유사하다.

## 같이 보기
- 합성 천궁도: 두 개 혹은 그 이상의 천궁도들의 행성들의 중심점으로 구성된 천궁도.